# Заикин, Альберт Николаевич
Альберт Николаевич Заикин (24 декабря 1934, Москва — 11 августа 2019) — советский учёный в области биофизики. Лауреат Ленинской премии (1980).

## Биография
В 1961 году окончил физический факультет МГУ.
Работал на кафедре биофизики Московского университета, в 1964 году лаборатория была переведена в город Пущино.
В 1968 году перешёл на работу в Институт биологической физики АН СССР (ИБФАН). Кандидат наук (1970), тема диссертации «Исследование автоколебательных реакций. Пространственные эффекты в распределённых системах».
Автор и соавтор 80 научных работ в области биофизики и химической физики.

## Научные интересы
Исследования автоволновых процессов в активных средах, в биологических и химических системах.
Соавтор открытия «Явление образования концентрационных автоволн в гомогенной активной химической среде» (1976).
Соавтор работ по обнаружению бифуркационной памяти в системе свёртывания крови.

## Награды и премии
Ленинская премия в области науки и техники (1980, совместно с Г. Р. Иваницким, В. И. Кринским, А. М. Жаботинским, Б. П. Белоусовым (посмертно)) за обнаружение нового класса автоволновых процессов и исследование их в нарушении устойчивости возбудимых распределённых систем. А. Н. Заикин — единственный лауреат Ленинской премии, работа которого выполнена в городе Пущино учёным, прописанным в этом городе.